# Peter Uggowitzer

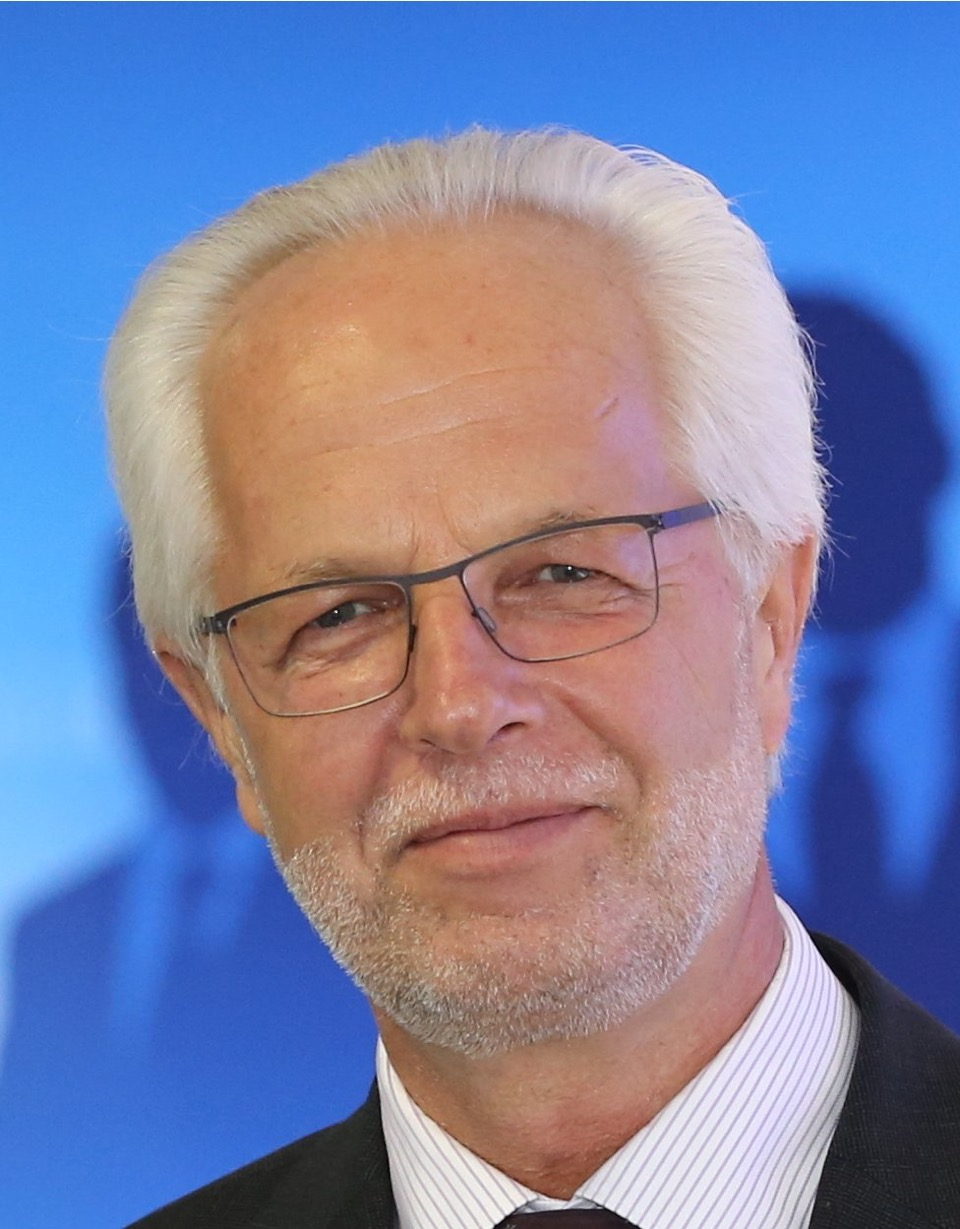
Peter J. Uggowitzer

Peter J. Uggowitzer (* 24. November 1950 in Klagenfurt) ist ein österreichisch-schweizerischer Metallurg und Materialwissenschaftler.

## Leben und Wirken
Bis 1976 studierte er Werkstoffwissenschaften an der Montanuniversität Leoben, 1981 promovierte er ebendort auf dem Gebiet der Dualphasenstähle. Danach wechselte er an die ETH Zürich, wo er sich 1993 habilitierte und 1996 Professor wurde.
Seine wissenschaftlichen Arbeiten beschäftigen sich unter anderem mit Ni-freien austenitischen Stählen, welche breite Anwendung in der Medizinprodukte- und Uhrenindustrie gefunden haben. Weiters veröffentlichte er Arbeiten zum Auslagerungsverhalten von Al-Mg-Si-Legierungen sowie zu Magnesium-Legierungen.
Uggowitzer ist verheiratet und Vater von drei erwachsenen Kindern.

## Auszeichnungen und Ehrungen
- 1987: Masing-Gedächtnispreis der Deutschen Gesellschaft für Materialkunde
- 2014: Tammann-Gedenkmünze der Deutschen Gesellschaft für Materialkunde
- 2025: Großes Ehrenzeichen des Landes Steiermark[1]